# Barthes de l'Adour
Pour les articles homonymes, voir Barthe.

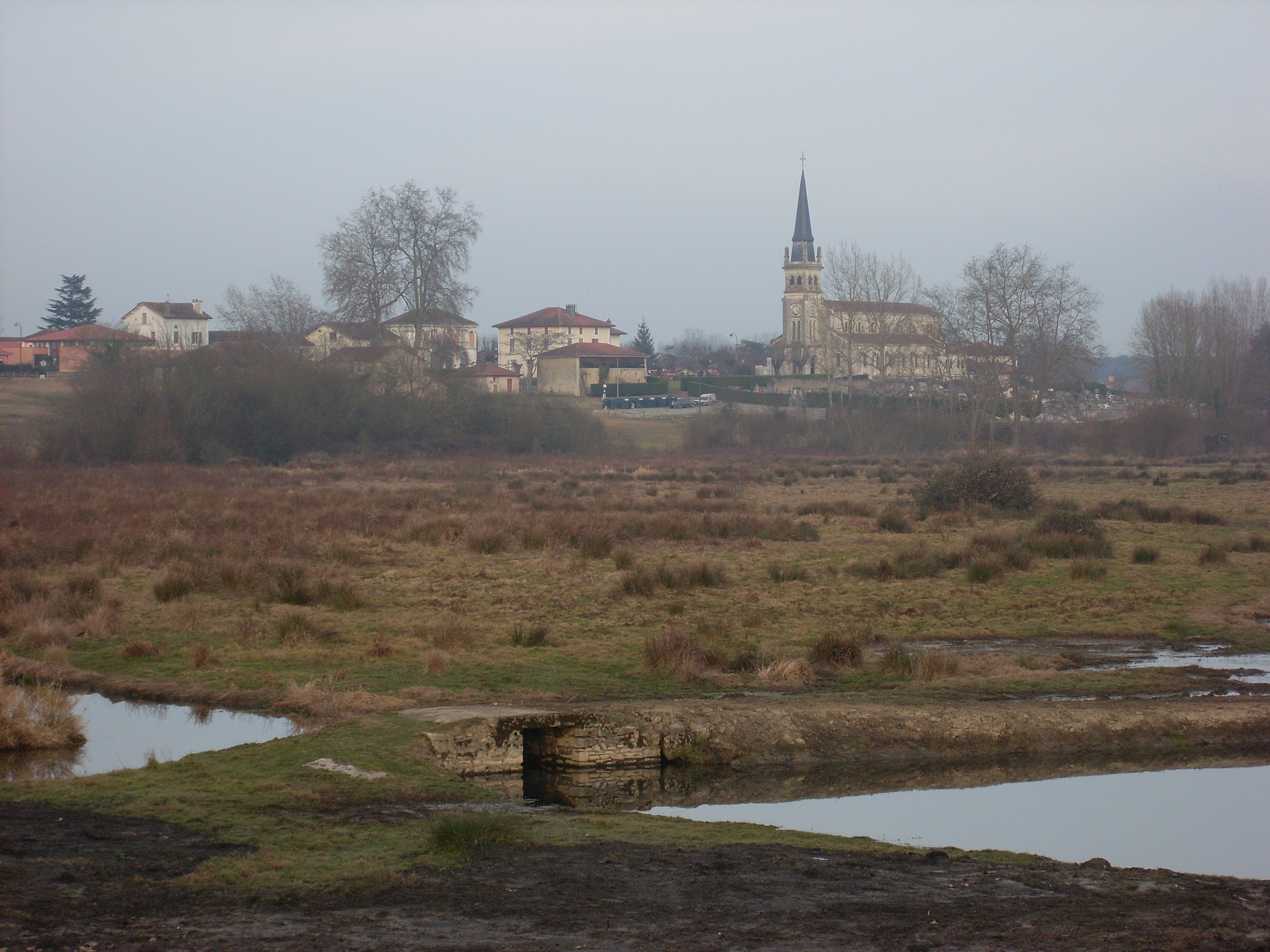
Les barthes de l'Adour sur la commune de Saint-Vincent-de-Paul.

Les barthes de l'Adour (du gascon barta : broussailles dans un bas-fond humide) sont les prairies marécageuses du fleuve Adour. L'appellation est typique du Seignanx, dans le département français des Landes.

## Présentation
Les prairies marécageuses ainsi nommées sont situées dans le lit majeur de l'Adour, c'est-à-dire dans sa zone inondable, recouvert par les eaux en cas de crue du fleuve ou de son affluent des Gaves réunis, en amont de Peyrehorade. Ce milieu, aménagé par des digues et écluses au cours des XVIIe et XVIIIe siècles, présente un grand intérêt écologique, justifiant un inventaire ZNIEFF 2 « Tronçon du bec du gave de Bayonne » et un classement au réseau Natura 2000 (ZPS).

## Galerie d'images
Vaches, chevaux et cigognes dans les Barthes de l'Adour à Saint-Vincent-de-Paul

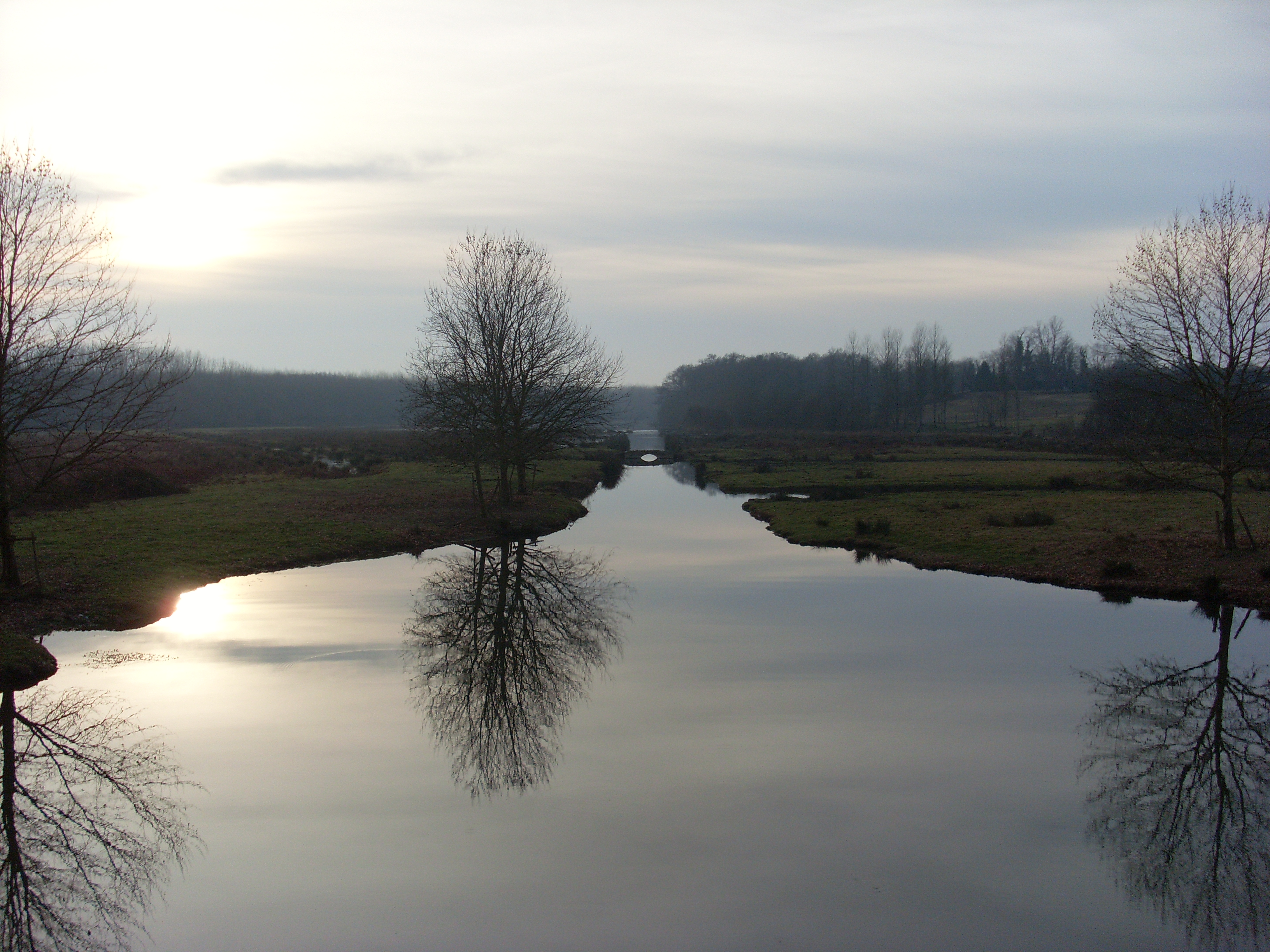
Les barthes de l'Adour sur la commune de Saint-Vincent-de-Paul.
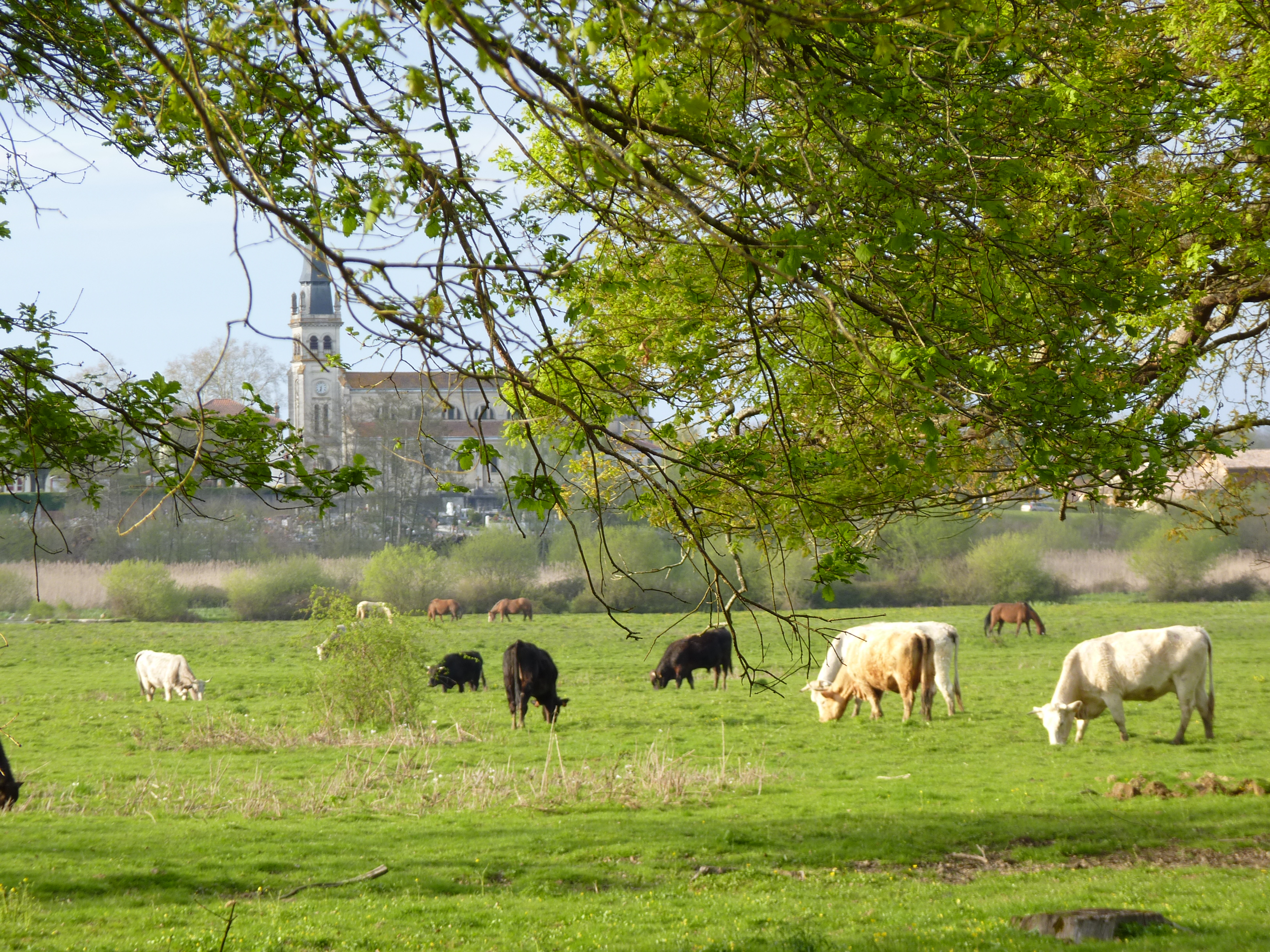
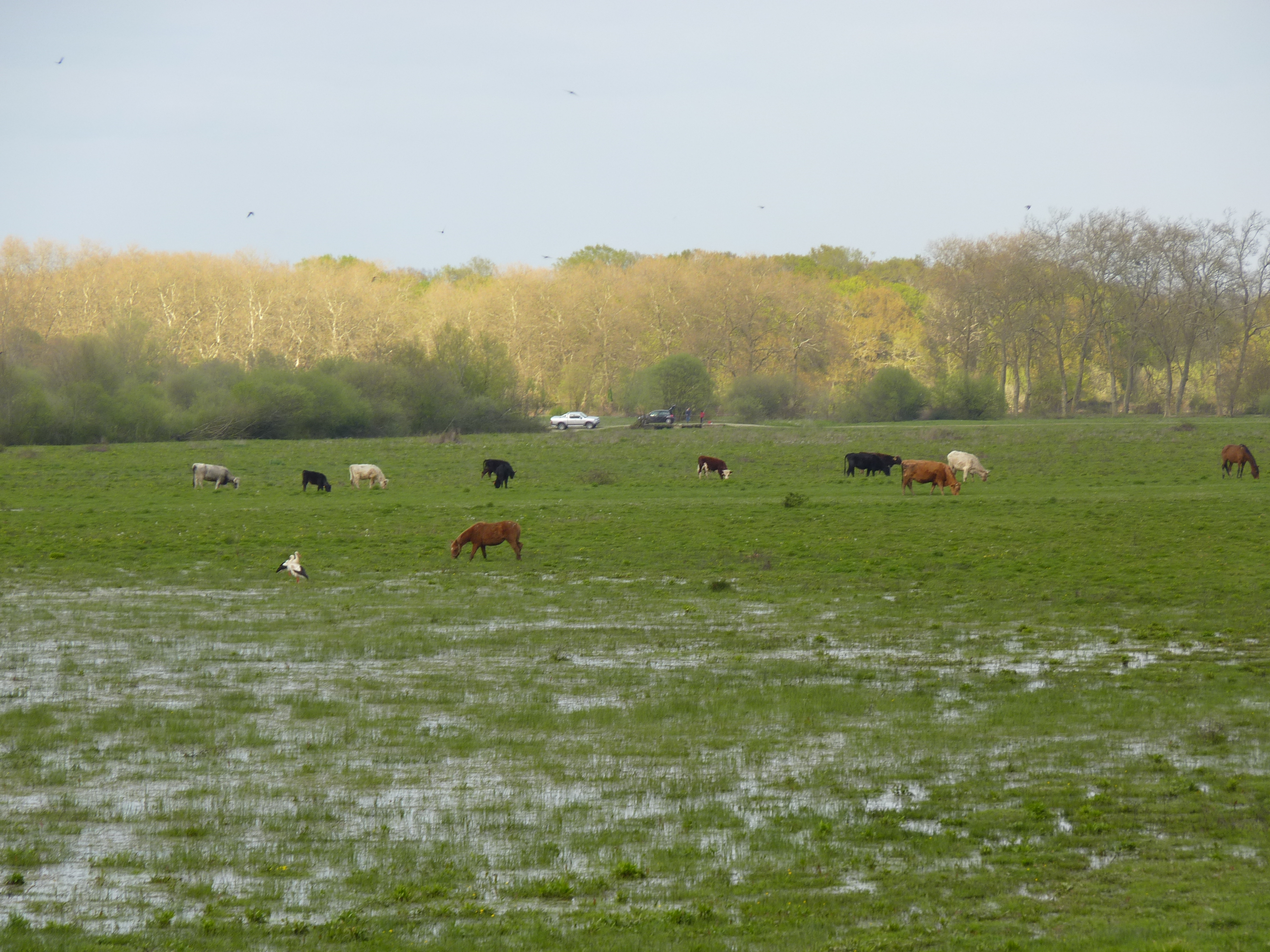
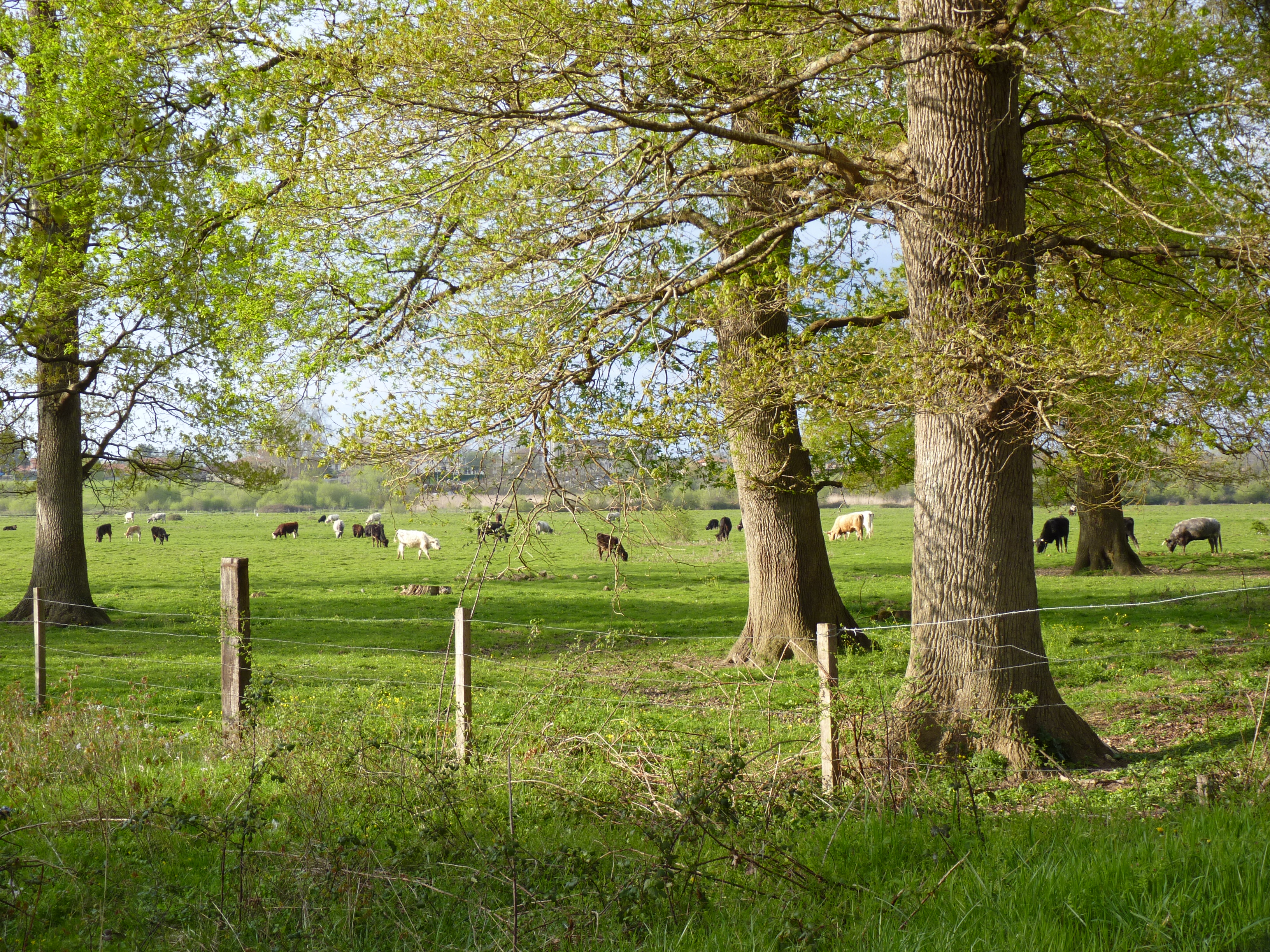
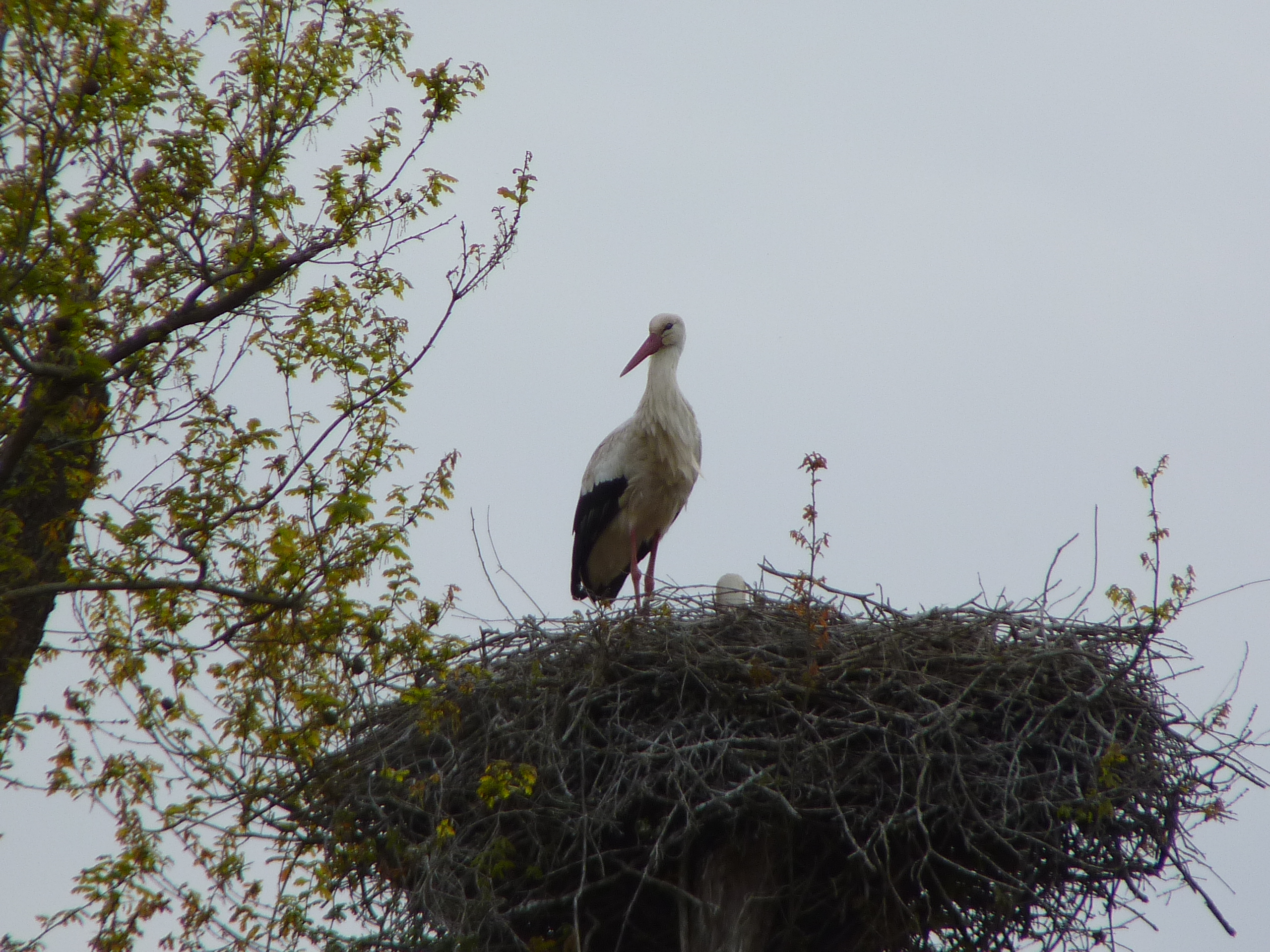
Cigogne sur son nid.